# Sammy Pérez
Samuel «Sammy» Pérez Reyes (Pantepec, Puebla, México, 3 de octubre de 1965-Colima, México, 30 de julio de 2021) fue un actor mexicano, conocido por trabajar junto a Eugenio Derbez y Miguel Luis en el segmento Sección Imposible del programa de humor XHDRBZ. También actuó en la película de Eugenio Derbez, No se aceptan devoluciones.

## Biografía
Sammy Pérez proviene de una familia humilde de Pantepec. 
Realizó sus estudios de forma independiente debido a su capacidad cognitiva.
Saltó a la fama en 1993, realizando un baile como parte del público del programa El Calabozo, donde formó parte por un tiempo, así como en los inicios del programa Toma Libre.
Tuvo una breve aparición en el programa de Chespirito en 1993, en el episodio La Hermana de Maruja, como un cliente del Hotel Buenavista al cual se niega el Chompiras a subir su equipaje alegando estar volviéndose loco al estar viendo a Maruja en diversos lugares a la vez.
Tiempo después, en 1997, cuando Sammy se dedicaba a vender chicles en Coyoacán, fue descubierto por Eugenio Derbez, gracias a esto inició su carrera televisiva ese mismo año, en el programa cómico Derbez en cuando, pues Derbez le dio la oportunidad a Sammy y a Miguel Luis que fueran parte del programa. El 15 de julio de 2002 se estrenó XHDRBZ, en el Canal de las Estrellas, donde Sammy y Miguel Luis, forman parte del segmento Sección Imposible, el cual Derbez conducía, donde inicialmente trataban sobre los Juegos Olímpicos y el Mundial de Fútbol. Debido a su especial forma de hablar (trabarse mucho en sus frases y hablar mucho, pero sin decir nada) y de comportarse, ganó rápidamente el agrado del público. El sketch del segmento Sección Imposible, emulaba a un programa de reportajes, donde su torpeza involuntaria hacía que todo les saliera mal, con gags como "Palabras inmortales de Miguel Luis", o características como poner entre paréntesis "Humor Involuntario" y un aviso que dice Esto No Es Actuado al final del reportaje. El segmento causó controversia por la naturalidad en que Sammy y Migue Luis realizaban sus reportajes, que hubo quienes aseguraban que Derbez usaba de burla a dos personas con retrasos mentales. En 2002 dejó la televisión, pues la calificó de frívola, sin embargo regresó al mismo espacio en 2008, cuando se dio los Juegos Olímpicos de China. Sammy también fue parte de algunos capítulos de la serie cómica La Familia P. Luche.
Fue parte del elenco de la película No se aceptan devoluciones, de Eugenio Derbez.
Debido a la dificultad de hablar y expresarse, se ha cuestionado si Sammy padece de alguna discapacidad, algo que su familia desmintió asegurando que es debido a la dislexia que tiene.
Este tema fue un punto de polémica debido a una broma que se le hiciera en un programa televisivo, donde un juez del programa mostró su descontento asegurando que Sammy tiene otra condición por la cual no se le deberían hacer este tipo de broma, y poco después, la Comisión Nacional de los Derechos Humanos de México (CNDH) se hizo presente ante el caso.
Durante el 2016, Sammy siguió manteniendo una relación de trabajo con Miguel Luis, presentando shows en bares y restaurantes. También ha colaborado en videos para el canal de YouTube, Eugenio Derbez TV. Ese mismo año Sammy forma parte del programa Doble Sentido, del Canal de las Estrellas, presentando y narrando el segmento, Los Cuentos de Sammy.
En 2017, Sammy y Miguel Luis regresaron juntos a la televisión, realizando reportajes con el mismo estilo del programa de Eugenio Derbez, para el programa Hoy en una sección llamada Reportajes Transgénicos, bajo la conducción de Raúl Araiza.
En 2018, forma parte del elenco La Cantina del Tunco Maclovich, un programa cómico del canal de paga Bandamax, donde prima la improvisación entre actores, conducido por Israel Jaitovich.

## Fallecimiento
El 16 de julio del 2021 dio positivo a COVID-19 y tuvo que ser hospitalizado, al no haber mejoría con la necesidad de intubación lo trasladaron a un hospital privado, falleciendo la madrugada del 30 de julio a causa de un paro cardiorrespiratorio.

## Televisión
- + noche
- El Calabozo
- Derbez en cuando
- Toma Libre
- XHDRBZ
- La Familia P. Luche
- Hospital El paisa
- Vecinos [Temporada 1]
- Hoy
- Doble Sentido
- La Cantina del Tunco Maclovich
- Es Show
- El junior

## Cine
- No se aceptan devoluciones